# PBC Fortuna Bexbach
Der Pool Billard Club Fortuna Bexbach 1978 e.V. (kurz: PBC Fortuna Bexbach) ist ein 1978 gegründeter Billardverein aus Bexbach.

## Geschichte
Der PBC Fortuna Bexbach wurde 1978 gegründet. 2005 stieg er in die 2. Bundesliga auf und erreichte das Finale des deutschen 8-Ball-Pokal, verlor dieses jedoch gegen die BSG Osnabrück. In der zweiten Liga wurde er 2006 sowie 2007 Vierter und verpasste 2008 mit dem zweiten Platz, zwei Punkte hinter Aufsteiger Kurpfalz den Aufstieg in die 1. Bundesliga. Dies gelang dem Verein mit dem ersten Platz in der Saison 2008/09. In der ersten Liga kam der Verein 2009/10 jedoch auf den siebten Platz und stieg somit direkt wieder in die 2. Bundesliga ab. Dort wurde Fortuna Bexbach 2011 Fünfter und 2012 Sechster, bevor die Mannschaft während der Saison 2012/13 abgemeldet wurde.
Nachdem der Verein über ein Jahr lang nicht am Spielbetrieb teilgenommen hatte, spielt die erste Mannschaft seit 2014 in der sechstklassigen Landesliga.
Zeitweise hatte Fortuna Bexbach zudem eine Snookermannschaft, die 2005 Meister der 2. Bundesliga wurde und in die 1. Bundesliga aufstieg, in der mit dem siebten Platz in der Saison 2005/06 jedoch der direkte Wiederabstieg folgte.
1984 wurde mit Albert Leibenguth erstmals ein Spieler von Fortuna Bexbach Deutscher Meister im Einzel. 1987 gelang ihm dies erneut.
Ralf Wack wurde 1990 sowie 2003 als Spieler des Vereins Deutscher Meister der Herren und 2010 sowie 2011 bei den Senioren.
2007 wurde mit Daniel Schwerdtfeger letztmals ein Spieler des PBC Fortuna Bexbach Deutscher Meister der Herren.
Zudem spielten unter anderem Hans Jürgen Bins, Jörg Kohl, Frank Leist, Heiko Müller, Wolfgang Siethoff und Sebastian Staab für Fortuna Bexbach.

## Platzierungen seit 2005
| Saison  | Liga (Spielklasse)        | Platz             |
| ------- | ------------------------- | ----------------- |
| 2005/06 | 2. Bundesliga Süd (2)     | 4.                |
| 2006/07 | 2. Bundesliga Süd (2)     | 4.                |
| 2007/08 | 2. Bundesliga Süd (2)     | 2.                |
| 2008/09 | 2. Bundesliga Süd (2)     | 1.                |
| 2009/10 | 1. Bundesliga (1)         | 7.                |
| 2010/11 | 2. Bundesliga Süd (2)     | 5.                |
| 2011/12 | 2. Bundesliga Süd (2)     | 6.                |
| 2012/13 | 2. Bundesliga Süd (2)     | –                 |
| 2013/14 | kein Spielbetrieb         | kein Spielbetrieb |
| 2014/15 | Landesliga A (6)          | 4.                |
| 2015/16 | Landesliga A (6)          |                   |
| 2021/22 | Verbandsliga Landesliga A | 8. 7.             |
| 2022/23 | Verbandsliga Landesliga A | 5. 3.             |
| 2023/24 | Verbandsliga Landesliga A |                   |